# 麻田侑希
麻田 侑希（あさだ ゆうき、1986年10月1日 - ）は、日本のモデル、タレント愛称は「ゆき姉」。
バグジーヒーローズクラブは2016年付で退社している。
本名は翁長夕貴。
現在は「翁長　結生乃」名義で神仏画家をしている。

## 人物・来歴
家族の影響で障害児のボランティア活動、地域活性化活動などで中学生の時にロータリークラブから沖縄代表でボランティアの表彰を受ける。
沖縄や香港でモデル活動をしていたが「2011年ミス・ユニバース・ジャパン沖縄大会」のファイナリストを経て上京2011年7月26日には東京ヤクルトスワローズの始球式を務めた。2012年に洋裁の学校を卒業。
現在はInstagramにて「翁長　結生乃」名義で神仏画家をしている。